# Asbolis capucinus
Asbolis capucinus är en fjärilsart som beskrevs av Lucas 1856. Asbolis capucinus ingår i släktet Asbolis och familjen tjockhuvuden. Inga underarter finns listade i Catalogue of Life.

## Bildgalleri

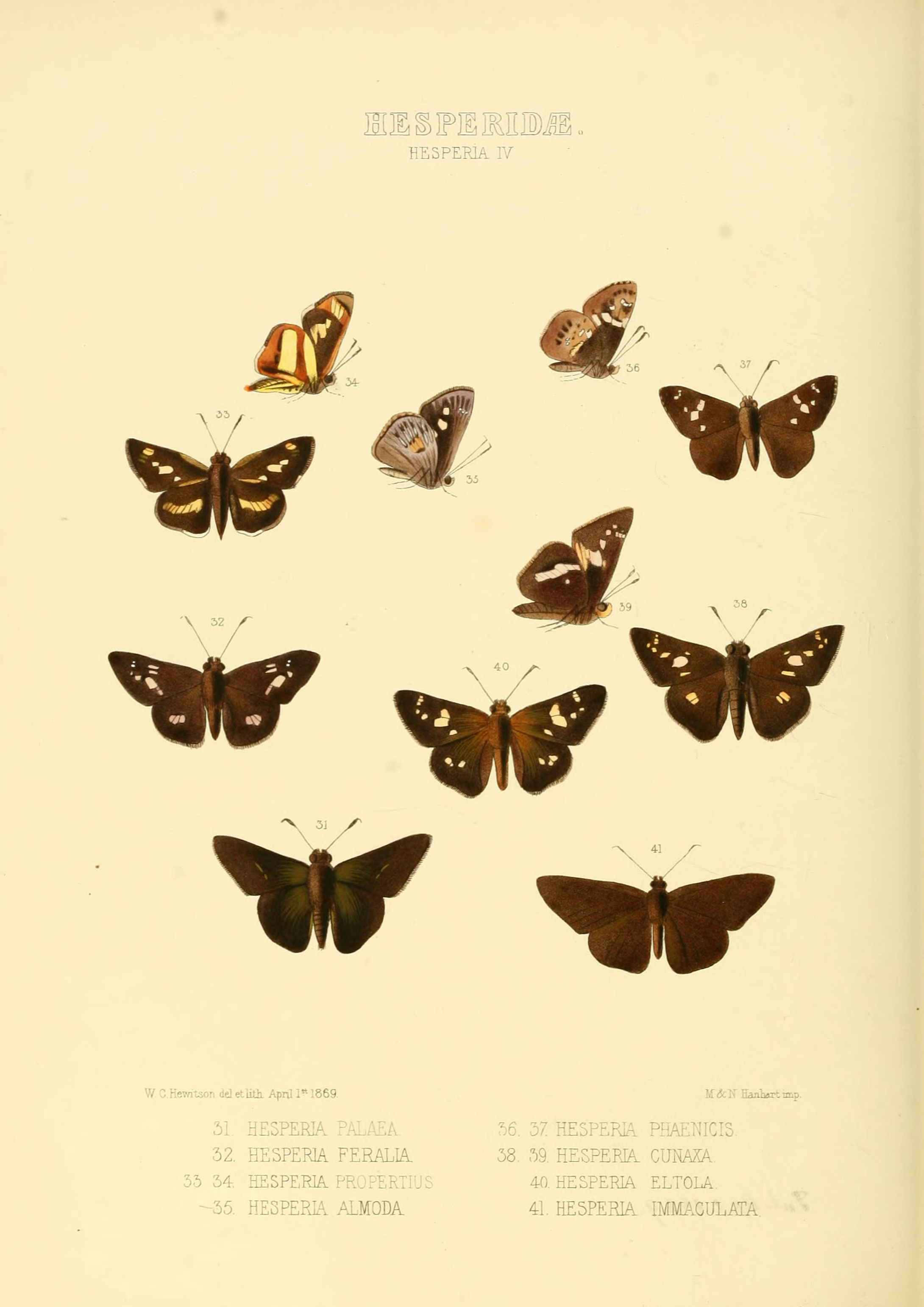